# Liste der venezolanischen Botschafter in Dominica
Die venezolanische Botschaft in Dominica befindet sich in der dritten Etage in der Bath Road 20 in Roseau.

## Geschichte
Am 3. November 1978 wurde die Unabhängigkeit des Commonwealth of Dominicas von Großbritannien proklamiert. Mit einem Notenwechsel nahmen am 16. Januar 1979 die Regierungen von Dominica und Venezuela diplomatische Beziehungen auf. Am 21. Dezember 1979 schlossen die beiden Regierungen das Convenio de amistad y Cooperación entre el gobierno de la Republica de la Mancomunidad de Dominica y el gobierno de la Republica de Venezuela (Freundschaftsvertrag) in Caracas.
| Ernennung / Akkreditierung | Name                            | Bemerkungen                  | ernannt von    | akkreditiert während der Regierung von | Posten verlassen |
| -------------------------- | ------------------------------- | ---------------------------- | -------------- | -------------------------------------- | ---------------- |
| 31. Okt. 1984              | Francisco Iturbe Rodríguez      | Geschäftsträger              | Jaime Lusinchi | Mary Eugenia Charles                   |                  |
| 19. Dez. 1988              | Héctor Maurice Griffin Wilshire | 17. Januar 1989 akkreditiert | Jaime Lusinchi | Mary Eugenia Charles                   | Aug. 1992        |
| 2001                       | Carmen Martínez de Grijalva     | [ 2 ] [ 3 ]                  | Hugo Chávez    | Pierre Charles                         | 1. Feb. 2013     |
| Jan. 2012                  | José Antonio Olavarría          | Geschäftsträger              | Hugo Chávez    | Roosevelt Skerrit                      |                  |
| 12. Dez. 2012              | Hayden Owando Pirela Sánchez    | [ 5 ] [ 6 ]                  | Hugo Chávez    | Roosevelt Skerrit                      |                  |